# Energetika Srbije
Energetika Srbije opisuje proizvodnjo, porabo in uvoz energije in električne energije v Srbiji.
Srbija je bila leta 2014 predvsem uvoznica energije, uvoz je pokrival približno 28 % porabljene energije. Uvažala je predvsem zemeljski plin, surovo nafto in električno energijo. Osnovna energetska surovina za proizvodnjo električne energije sta rjavi premog in voda. Srbija je članica Energetske skupnosti.